# Nikołaj Charłamow
Nikołaj Michajłowicz Charłamow, ros. Николай Михайлович Харламов (ur. 23 listopada?/6 grudnia 1905 w Żukowce, zm. 9 kwietnia 1983 w Moskwie) – radziecki wojskowy, admirał.

## Życiorys
Urodził się we miejscowości Żukowka w obwodzie briańskim.
W 1922 roku wstąpił do marynarki wojennej i rozpoczął służbę we Flocie Czarnomorskiej. W latach 1922 – 1928 był słuchaczem szkół wojskowych marynarki wojennej, w latach 1922–1924 szkoły technicznej marynarki wojennej, a następnie Akademii Marynarki Wojennej im. Frunzego.
Po ukończeniu akademii w latach 1928–1930 był oficerem wachtowym na niszczycielu „Dzierżyński”, po czym został skierowany na specjalistyczny kurs artylerii, który ukończył w maju 1931. Został oficerem artylerii na niszczycielu „Dzierżyński”. W styczniu 1931 roku został zastępcą dowódcy niszczyciela „Frunze”, a w październiku 1933 roku dowódcą niszczyciela „Dzierżyński” funkcję tę pełnił do lutego 1937 roku. Od lutego do października 1937 roku był dowódcą niszczyciela „Bodryj”, a następnie dowódcą lekkiego krążownika „Woroszyłow” funkcję tę pełnił do lutego 1938 roku. 
W lutym 1938 roku został szefem sztabu Floty Czarnomorskiej, funkcję tę pełnił do kwietnia 194, przy czym w okresie od listopada 1940 do kwietnia 1940 roku był słuchaczem kursu dla wyższych dowódców w Wojskowej Akademii Morskiej im. Woroszyłowa. Po jego ukończeniu został szefem Wydziału Szkolenia Bojowego Marynarki Wojennej.
Po ataku na ZSRR nadal pozostawał na stanowisku szefa Wydziału Szkolenia Bojowego Marynarki Wojennej. W lipcu 1941 roku został attaché morskim w utworzonej wtedy Misji Wojskowej ZSRR w Wielkiej Brytanii. Stanowisko to zajmował do października 1944 roku. Po powrocie do kraju był najpierw zastępcą szefa a potem szefem Wydziału Wyszkolenia Bojowego Marynarki Wojennej ZSRR. W kwietniu 1945 roku został zastępcą szefa sztabu Marynarki Wojennej i jednocześnie szefem Wydziału Operacyjnego, funkcję tę sprawował także po zakończeniu wojny do kwietnia 1946 roku. 
W okresie od kwietnia 1946 roku do lutego 1950 roku był zastępcą szefa Sztabu Generalnego Sił Zbrojnych ZSRR do spraw Marynarki Wojennej, w tym samym czasie był także członkiem sądu dla admirałów. Następnie w latach 1950–1954 był dowódcą 8 Floty. Został skierowany na studia w wydziale morskim Wyższa Akademia Wojskowa im. K.J. Woroszyłowa, gdzie studiował do 1956 roku, po jej ukończeniu od lipca do listopada 1956 roku był szefem Wydziału Morskiego tej akademii. 
W listopadzie wrócił do służby liniowej i został dowódcą Floty Bałtyckiej, którą dowodził do maja 1959 roku. Został wysłany do Korei Północnej, gdzie został doradcą wojskowym w Marynarce Wojennej KRL-D, funkcję tę sprawował do stycznia 1961 roku.
Po powrocie do kraju został przewodniczącym Morskiego Komitetu Naukowo–Technicznego, który zajmował się rozwojem technicznym marynarki wojennej, funkcję tę sprawował do 1966 roku, po czym został przewodniczącym Komitetu Naukowo–Technicznego Sił Zbrojnych ZSRR. W grudniu 1967 roku został szefem Wydziału Wojskowo–Naukowego Marynarki Wojennej ZSRR. Funkcję tę sprawował do sierpnia 1971 roku, kiedy został przeniesiony do rezerwy.
Po przeniesieniu do rezerwy mieszkał w Moskwie, gdzie zmarł, został pochowany na cmentarzu kuncewskim.

## Awanse
- briginżynier[1] (15.12.1936)
- kontradmirał (04.06.1940)
- wiceadmirał (21.07.1944)
- admirał (11.05.1949)

## Odznaczenia
- Order Lenina (1947)
- Order Rewolucji Październikowej (1975)
- Order Czerwonego Sztandaru (trzykrotnie – 1944, 3.11.1944[2], 1953)
- Order Uszakowa I st. (28.06.1945[3])
- Order Nachimowa I st. (14.09.1945[4])
- Order Czerwonego Sztandaru Pracy
- Order Czerwonej Gwiazdy (dwukrotnie – 1938, 1965)
- Order Krzyża Grunwaldu kl. III
- Order Braterstwa i Jedności I st. (Jugosławia – 1951)